# 大屋根リング
大屋根リング（おおやねリング、英: The Grand Ring）は、大阪府大阪市此花区の夢洲に位置する円形の建造物。2025年日本国際博覧会（大阪・関西万博）のシンボルとして建設され、世界最大の木造建築物（英: The largest wooden architectural structure、建築面積：61,035.55平方メートル）としてギネス世界記録に認定された。

## 概要
2025年（令和7年）4月13日から10月13日の184日間にわたって開催される大阪・関西万博の会場デザインの理念「多様でありながら、ひとつ」を表すシンボルとして2023年6月に着工、2025年2月に竣工した。デザインは藤本壮介が手掛け、基本設計は東畑建築事務所・梓設計JVが担当、工事は3組のJVが分担して施工した。建設費は約350億円。
大屋根リングには神社仏閣の技術である貫（）接合と現代工法を組み合わせた構造が採用されており、約7割は日本産のスギとヒノキ、約3割は外国産のオウシュウアカマツが使用されている。
藤本は大屋根リングを木造にした理由について、日本の1000年以上の木造建築の歴史と伝統を活かしつつ、日本が木造で世界的イニシアチブを握るというメッセージを出すためだと述べている。円形であることについては、機能性と象徴性を兼ね備えていることを理由として挙げている。

### 屋上
大屋根リングには階段のほか4か所のエスカレーターと6基のエレベーターが設置されており屋上に登ることができる。屋上には約32,500平方メートルの植栽と「スカイウォーク」と呼ばれる回廊があり、訪問者は約30分かけて1周できる。全周は当初約2キロメートルとされたが、通路の中心部を基準に計測すると開催年と同じ約2,025メートルであることが判明した。

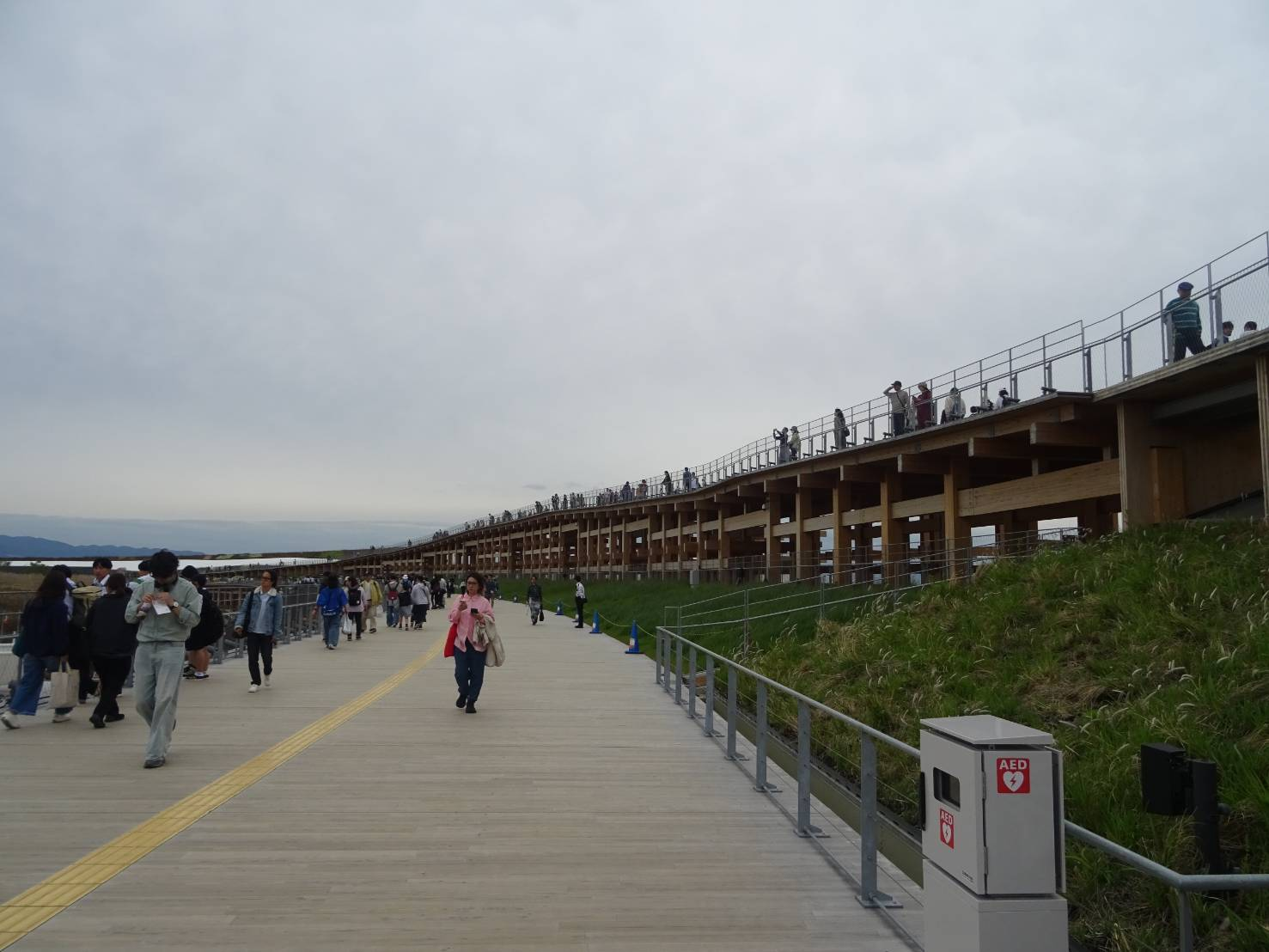
屋上スカイウォーク
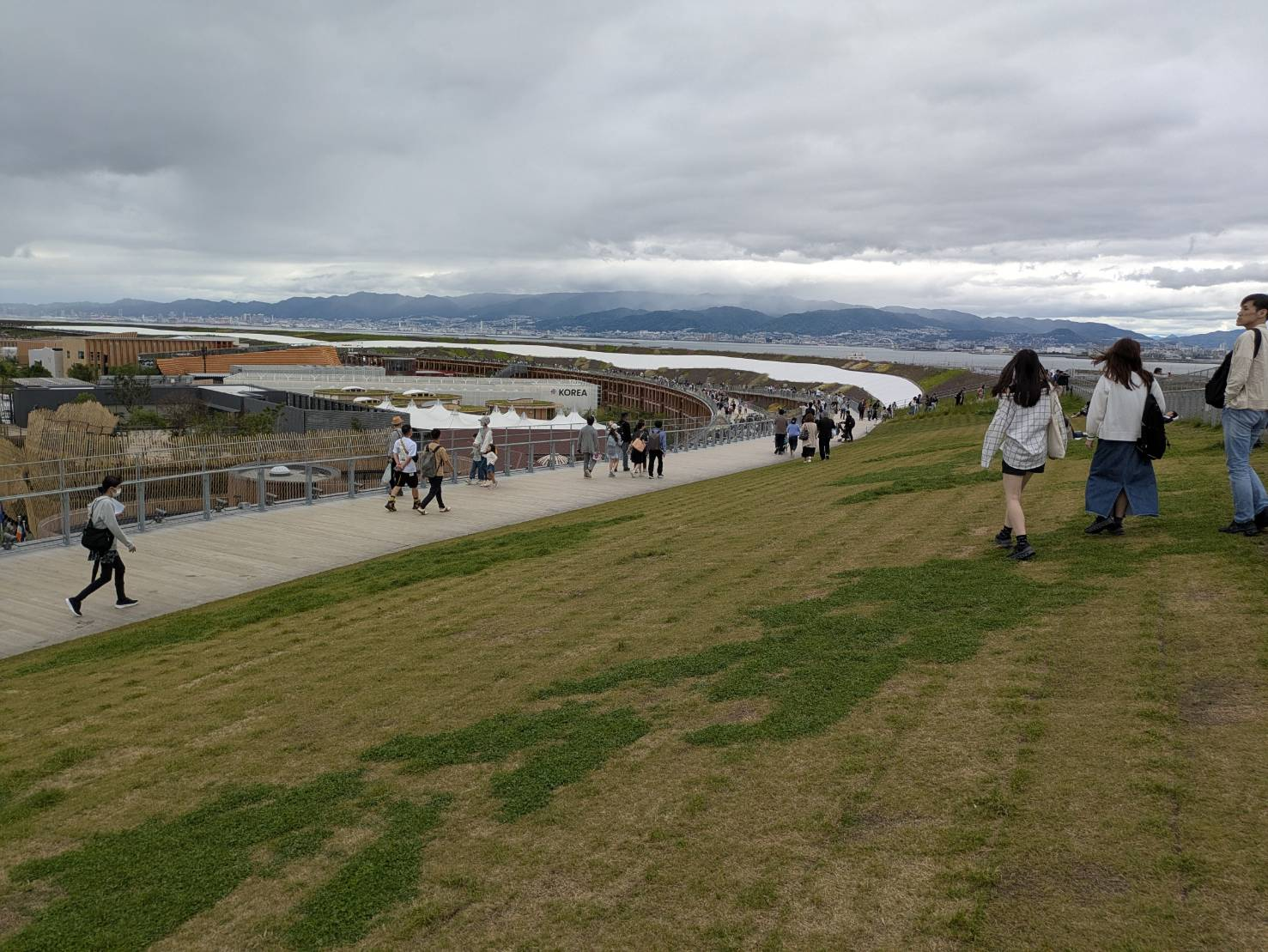
屋上最上段（東ゲート付近）

南側は水辺空間「ウォータープラザ」に面しており、会期中は会場を見下ろす形で水上ショー（アオと夜の虹のパレード「水と空気のシンフォニー」、ドローンショー）などを見ることができる。

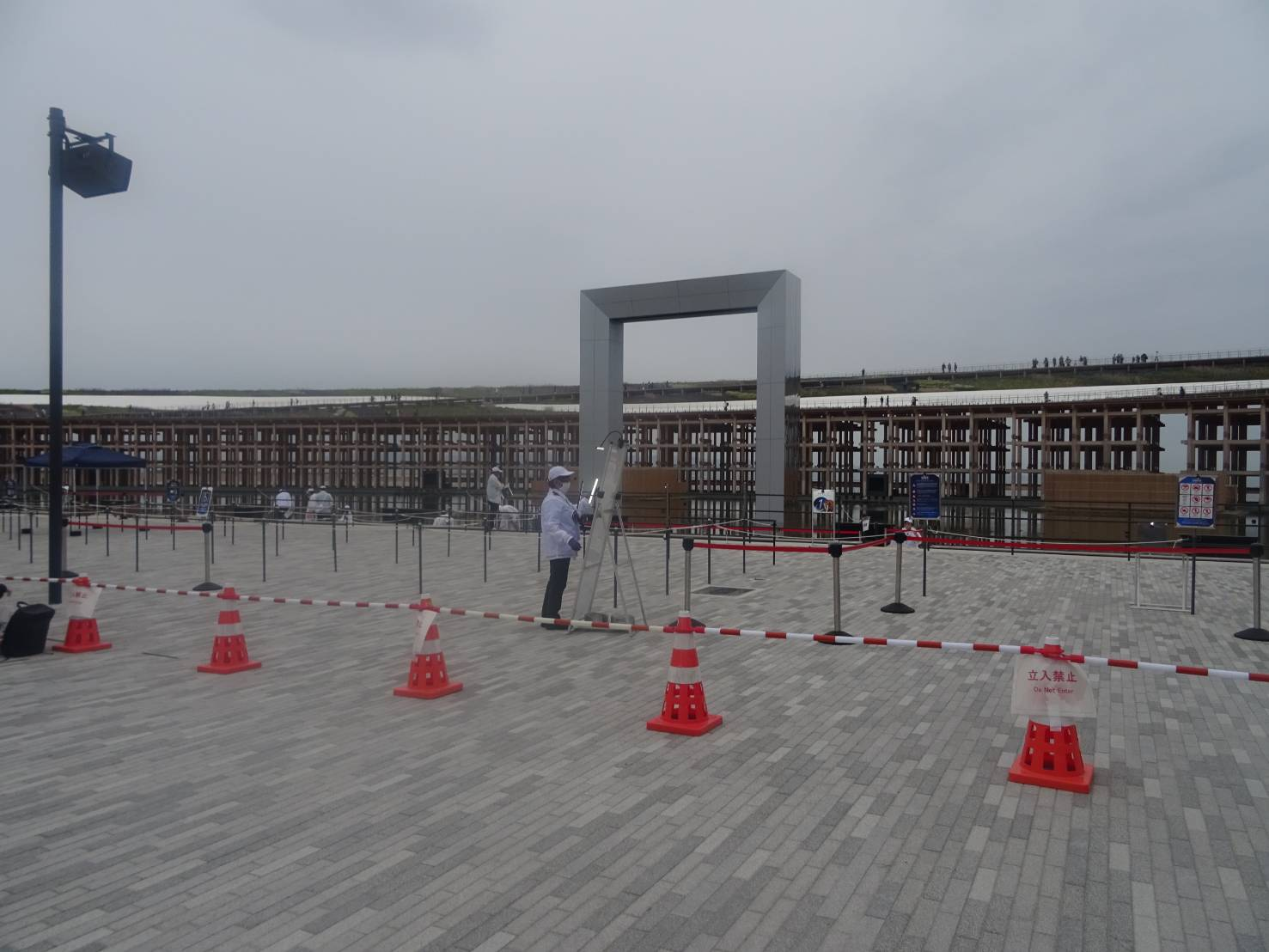
南側（海側）にあるウォータープラザ
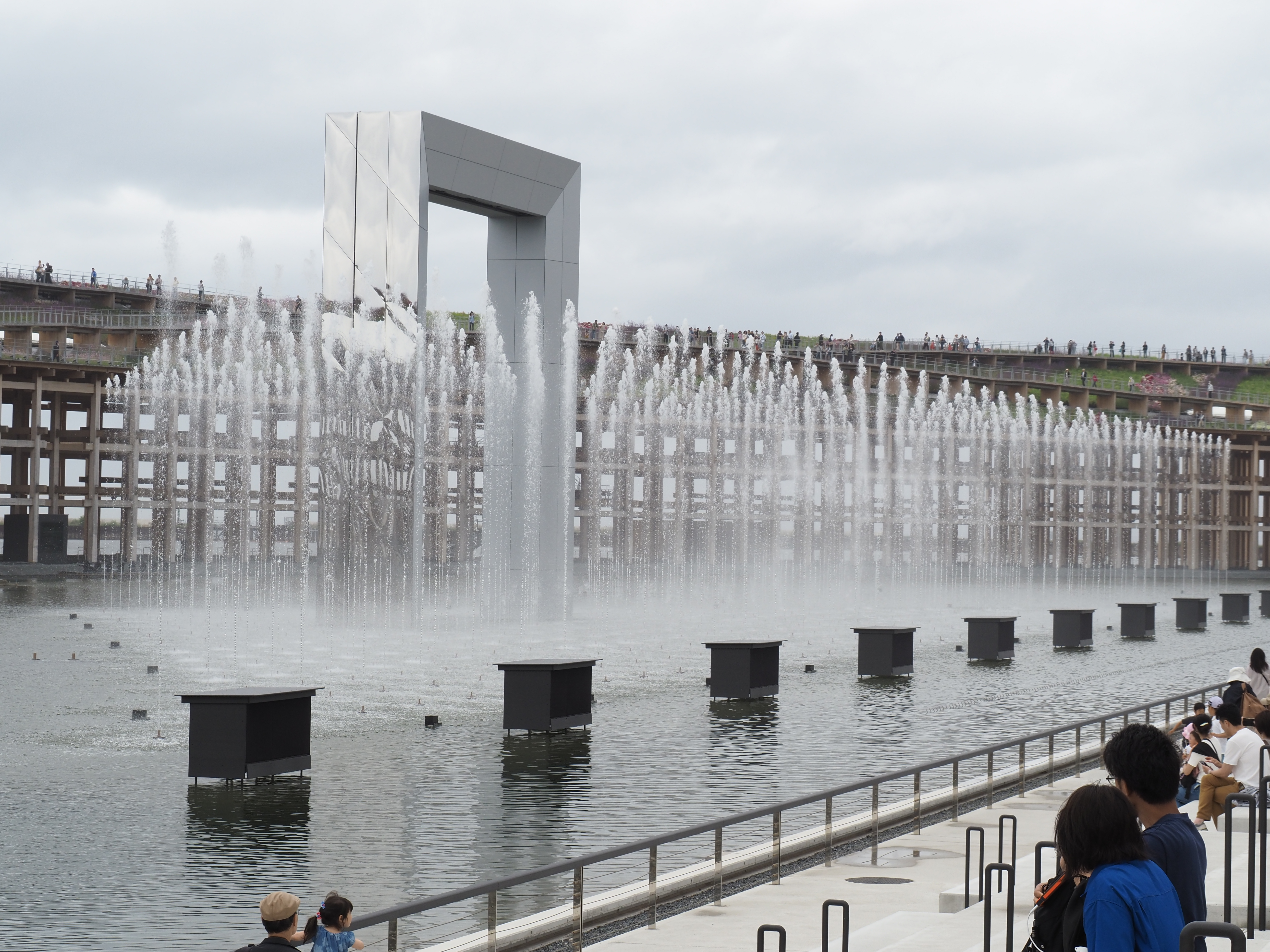
昼の水上ショー

### 閉幕後
万博閉幕後には解体・撤去される予定であり、木材の一部のみが再利用される方針となっている。レガシーとして残すべき、という意見があるものの、現在は仮設建築物として設計されているため、常設化には大規模な補強や維持管理費など多くの課題がある。
2025年4月27日に博覧会協会は、民間事業者の案として約200メートル（会期中の空の広場～関西パビリオン付近）をモニュメントとして残す方向で議論を進めていることを明らかにした。一方、5月3日に大阪府の吉村洋文知事は「大屋根の上を歩いて空を見上げることができるリングを残さなければ、意味がない」と述べ、海側の約600メートルを屋根を含めた現在の形で保存する案を提案した。6月2日新たに、海側の約350メートル（噴水モニュメントを中心としたエリア）を保存検討の案が発表された。
6月23日の理事会でも最終的な方針は決まっていない。

## ギャラリー

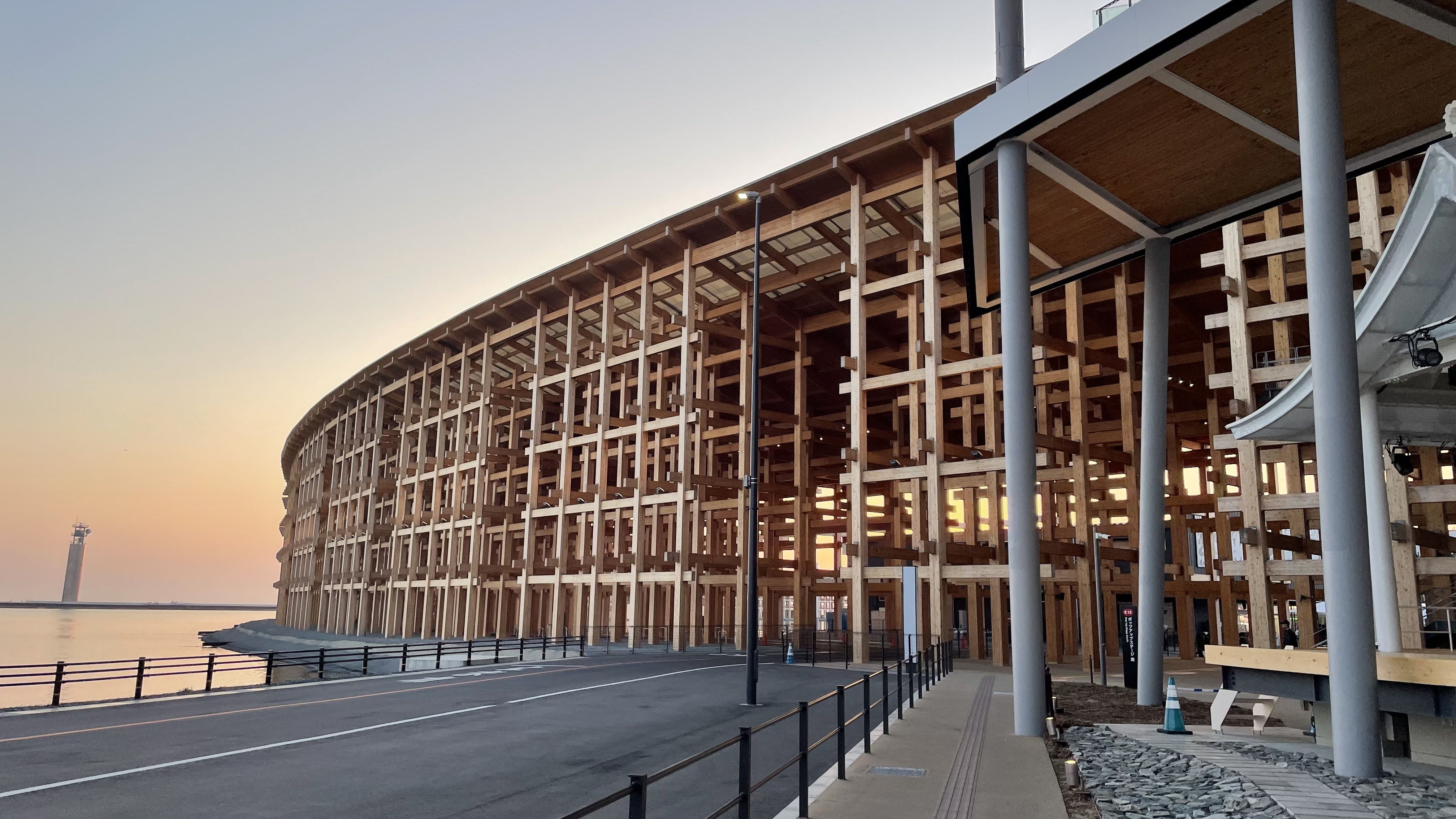
大屋根リング（南東から）
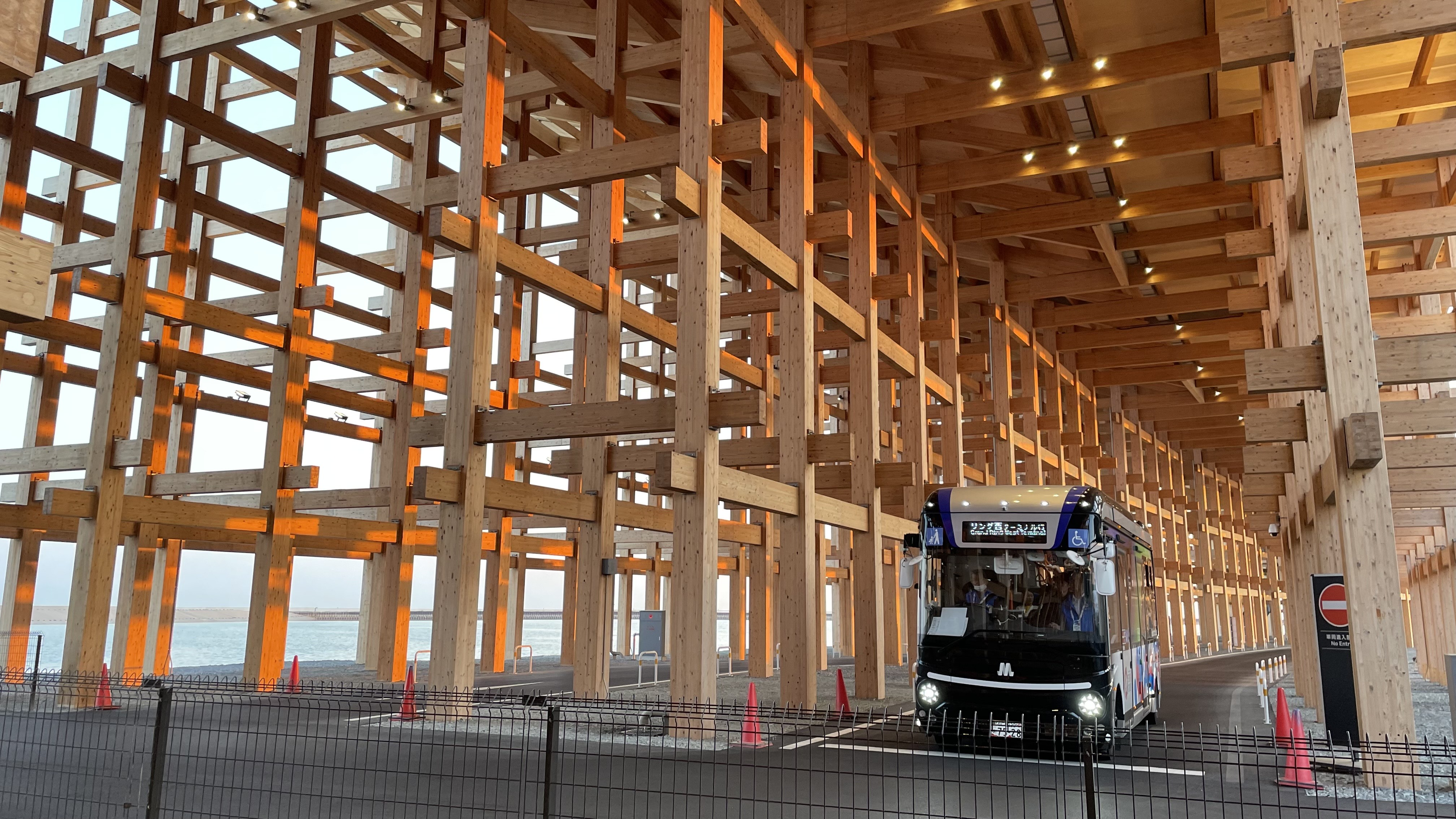
リングの南側は車両用の道路になっている。
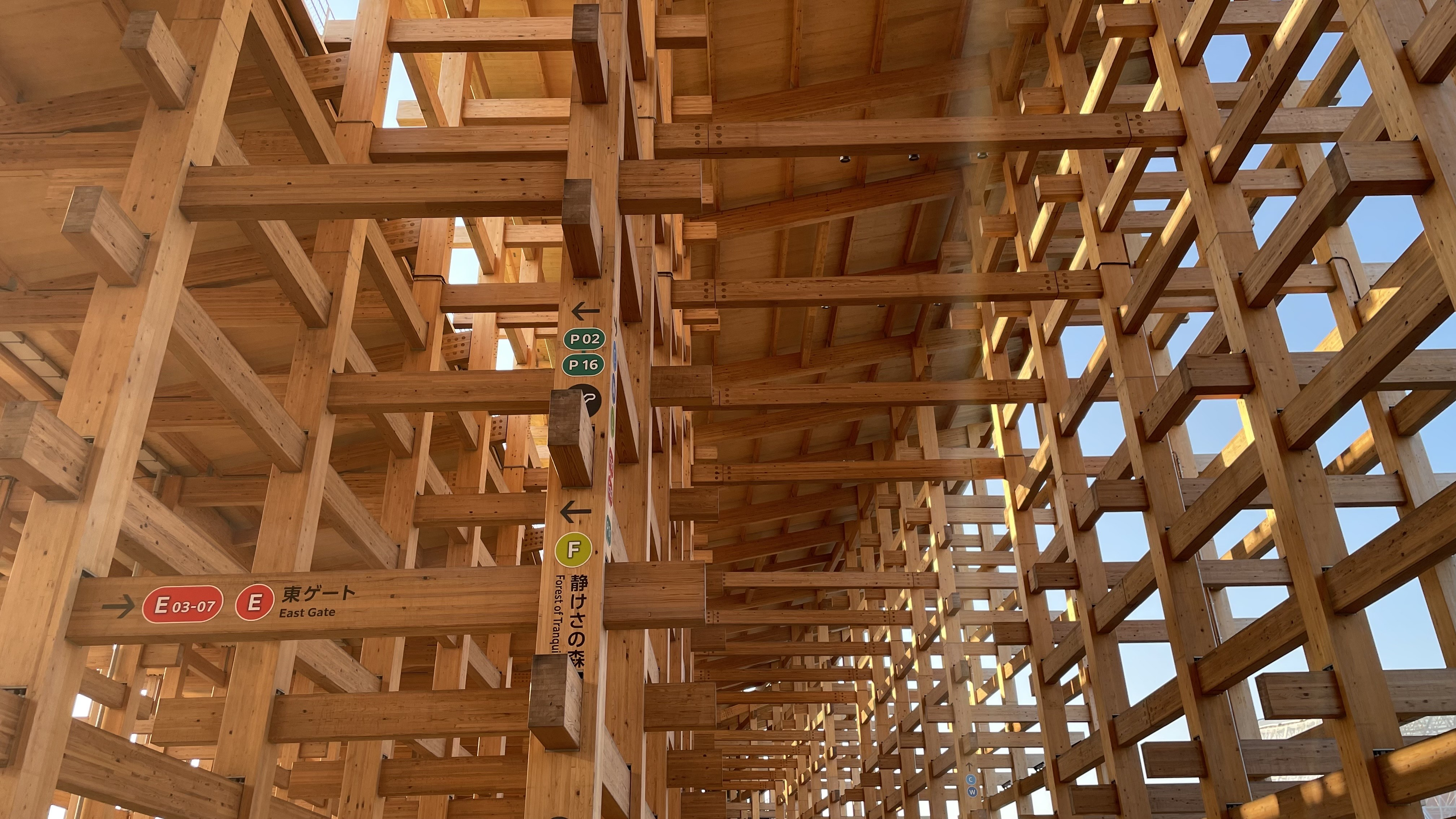
柱は案内表示の役割を兼ねている。
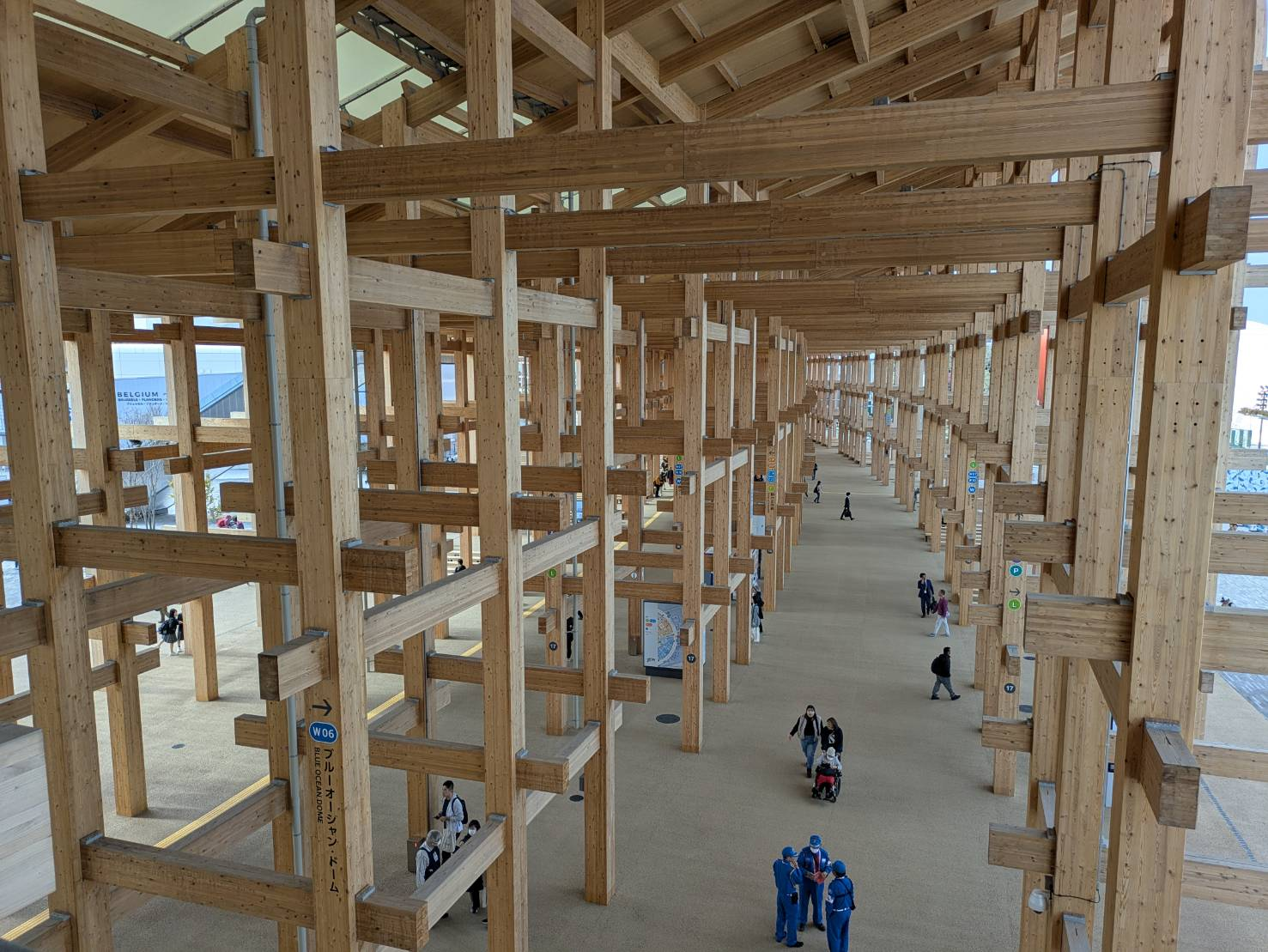
大屋根リング内部（西ゲート付近）
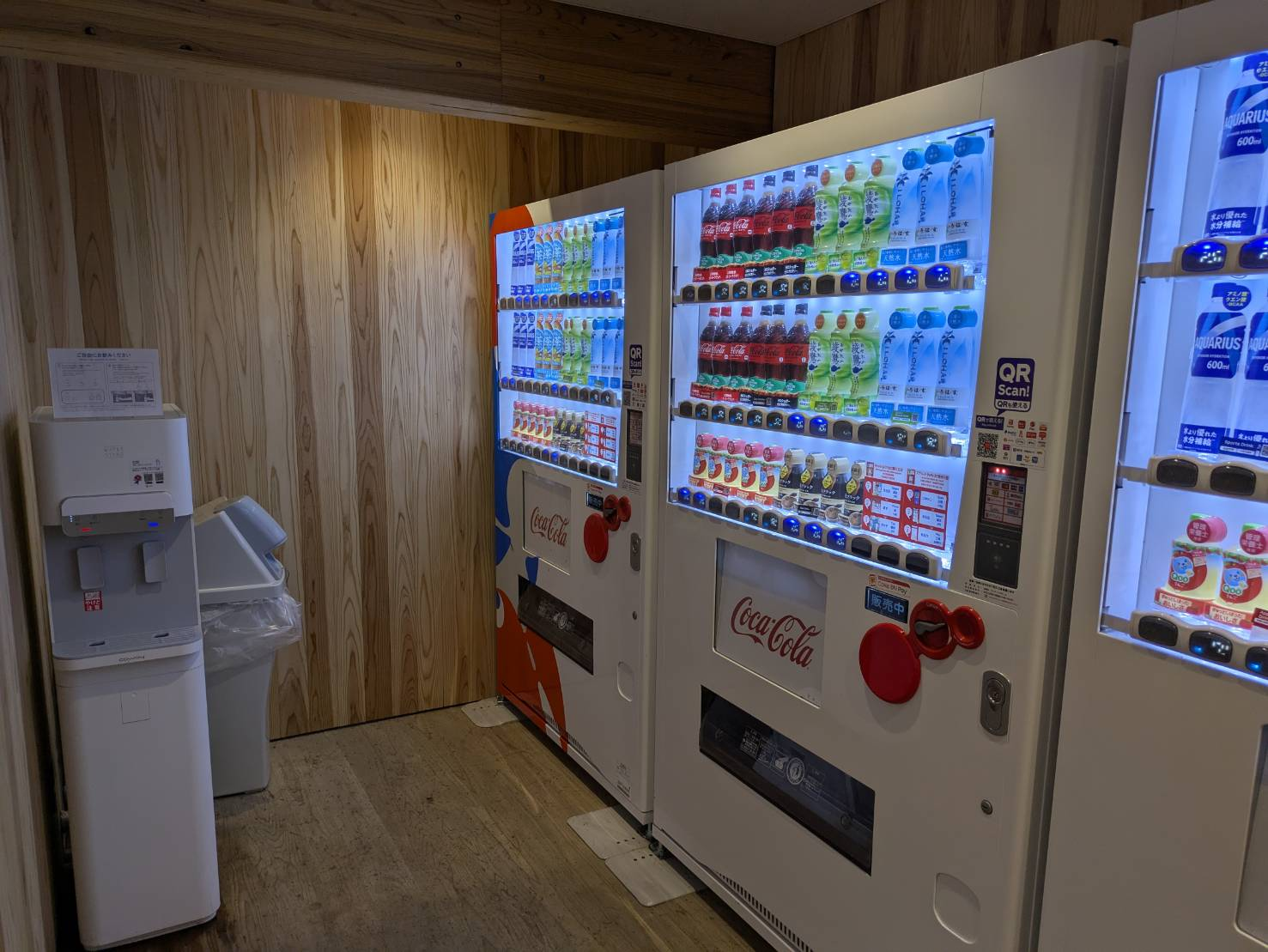
リング内部には自販機などが置かれている。
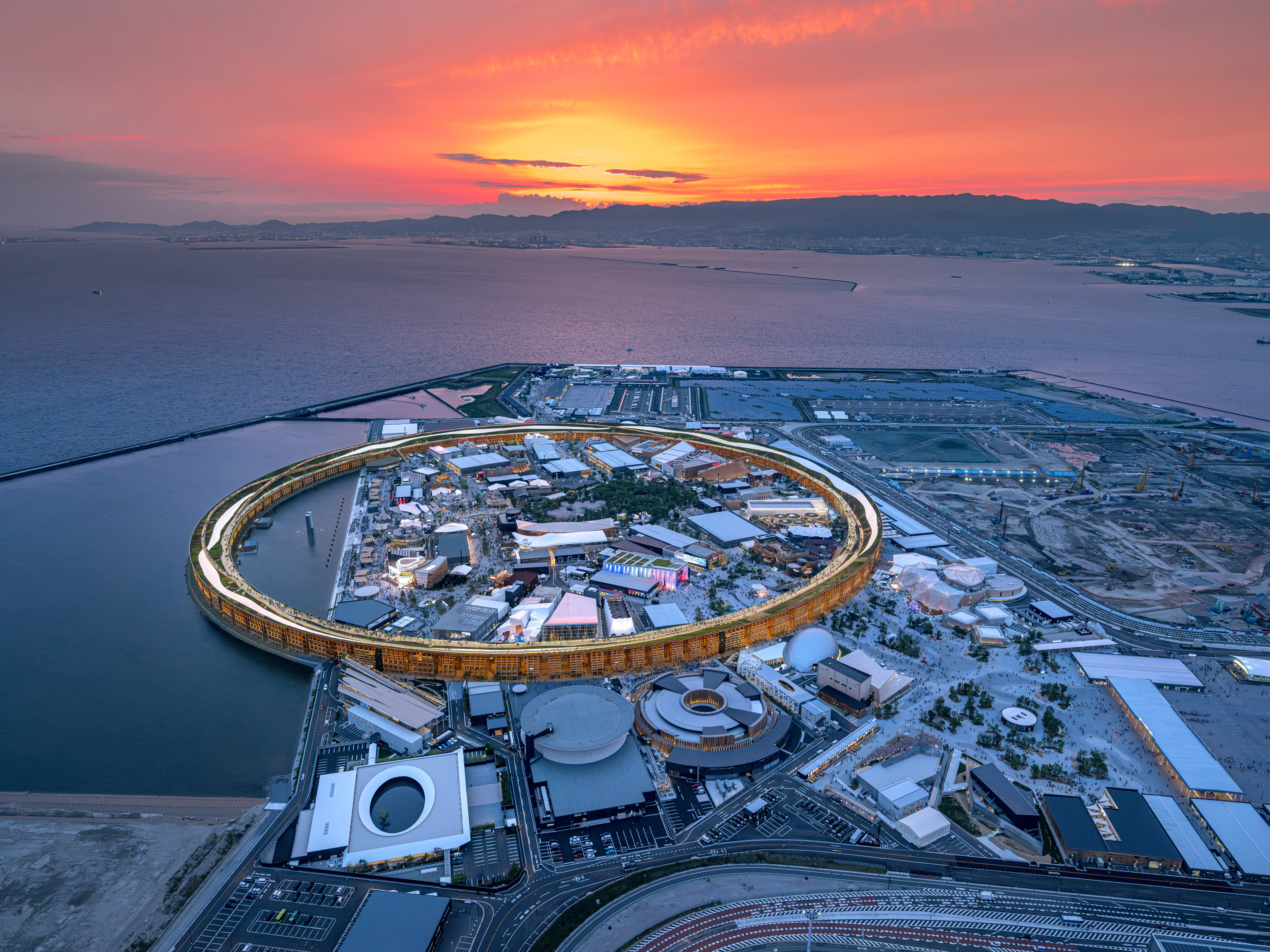
大屋根リングと夕日
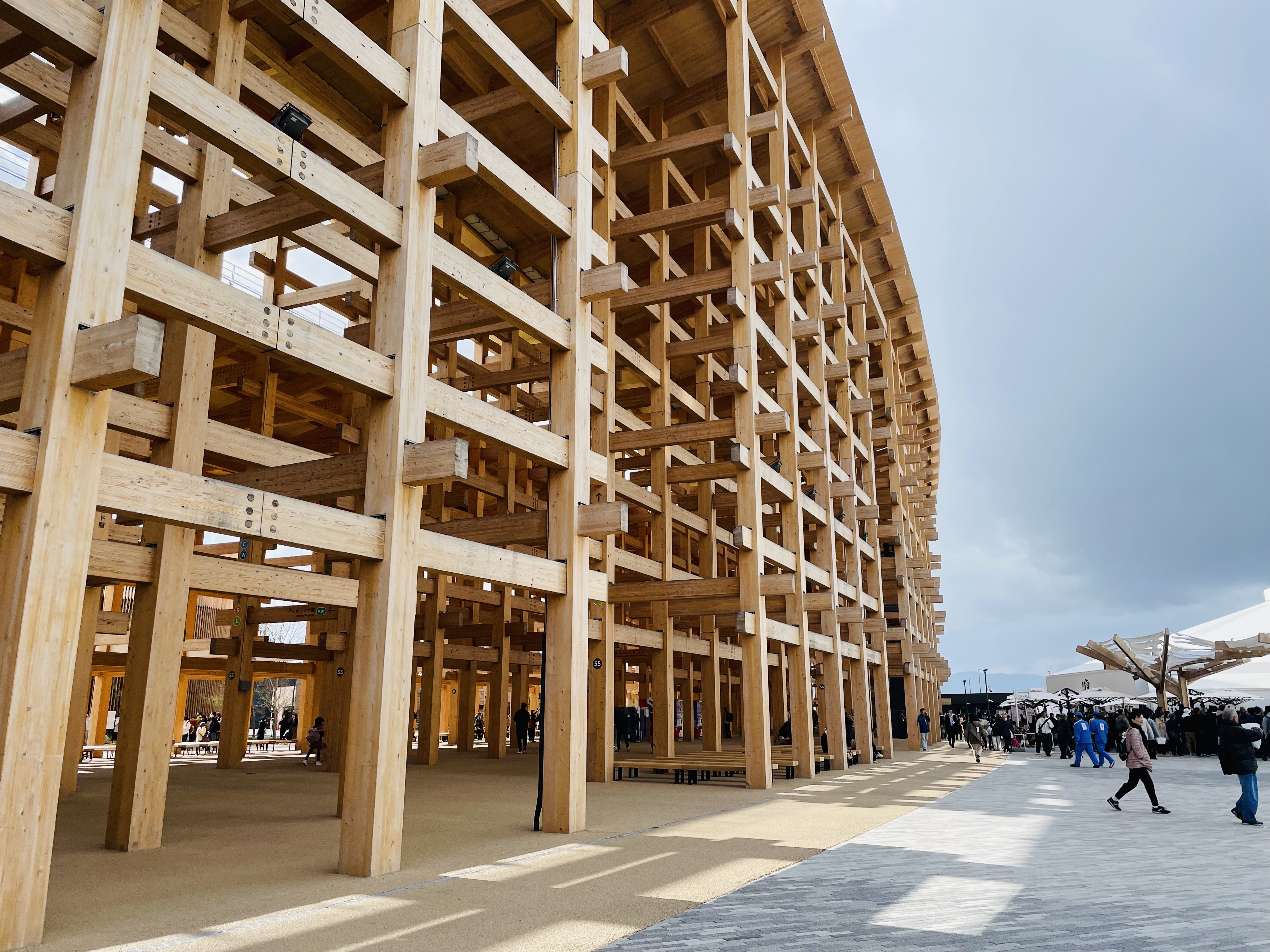
リング付近
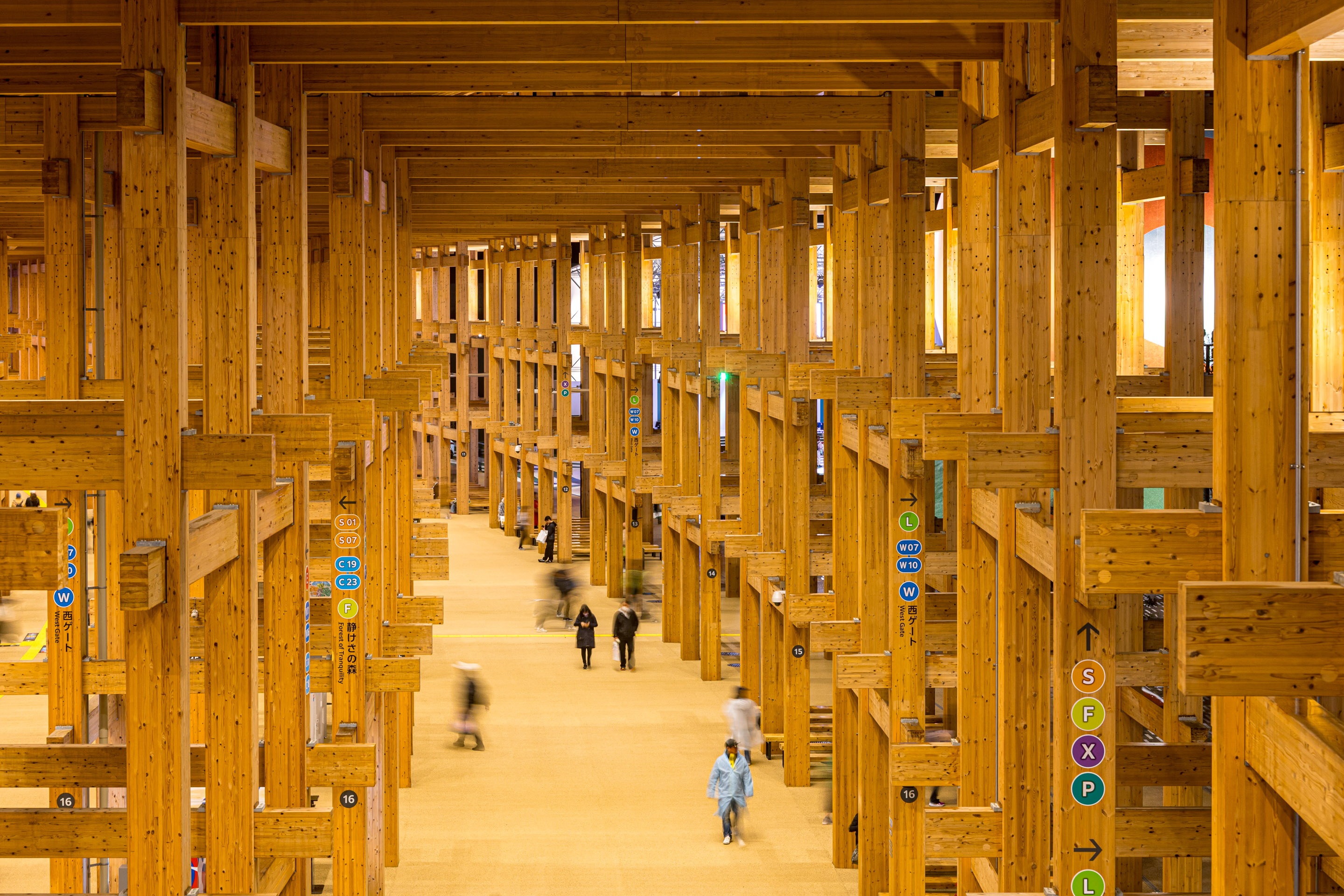
夜のライティングの大屋根リング
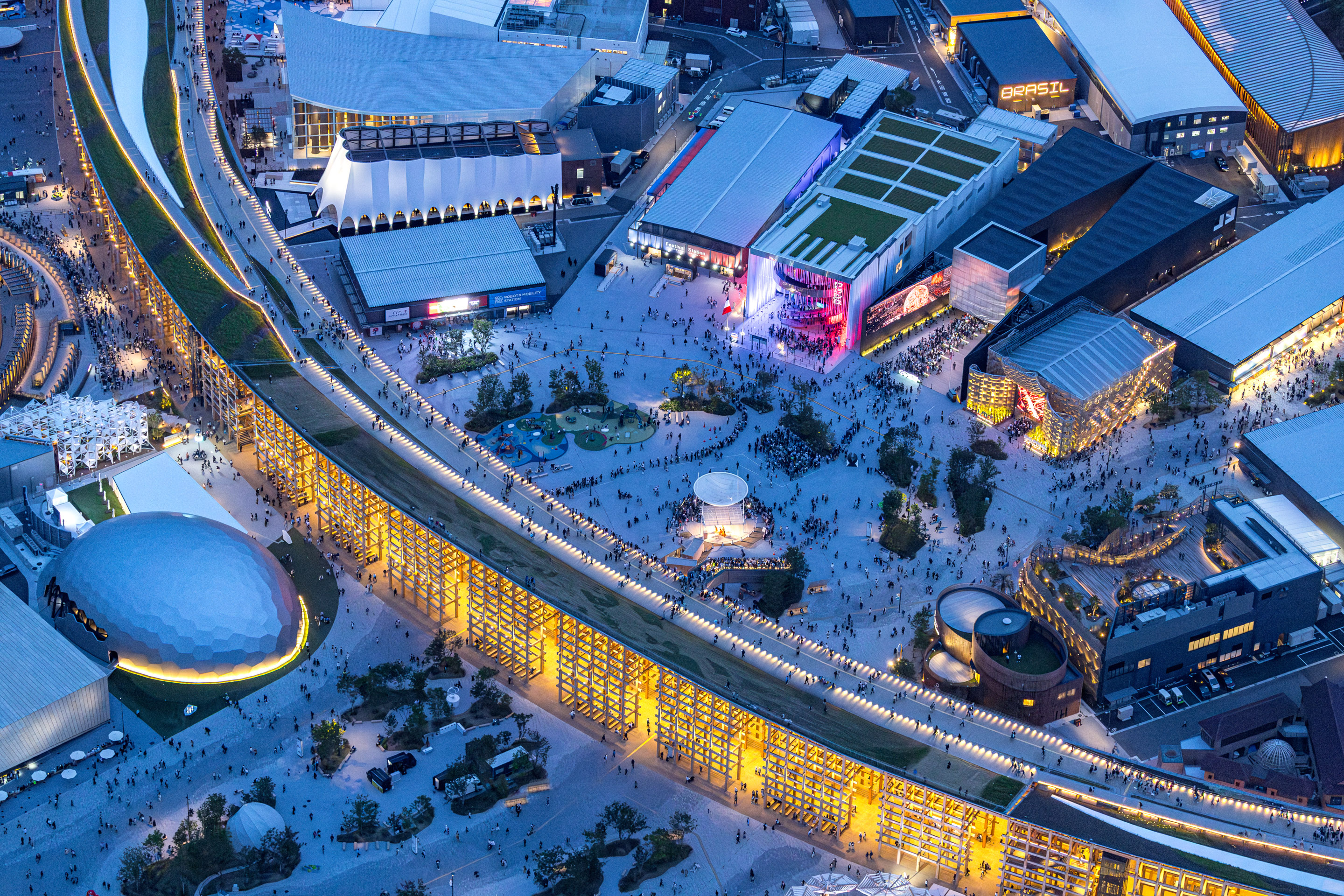
東ゲート側の大屋根リング（夜景）
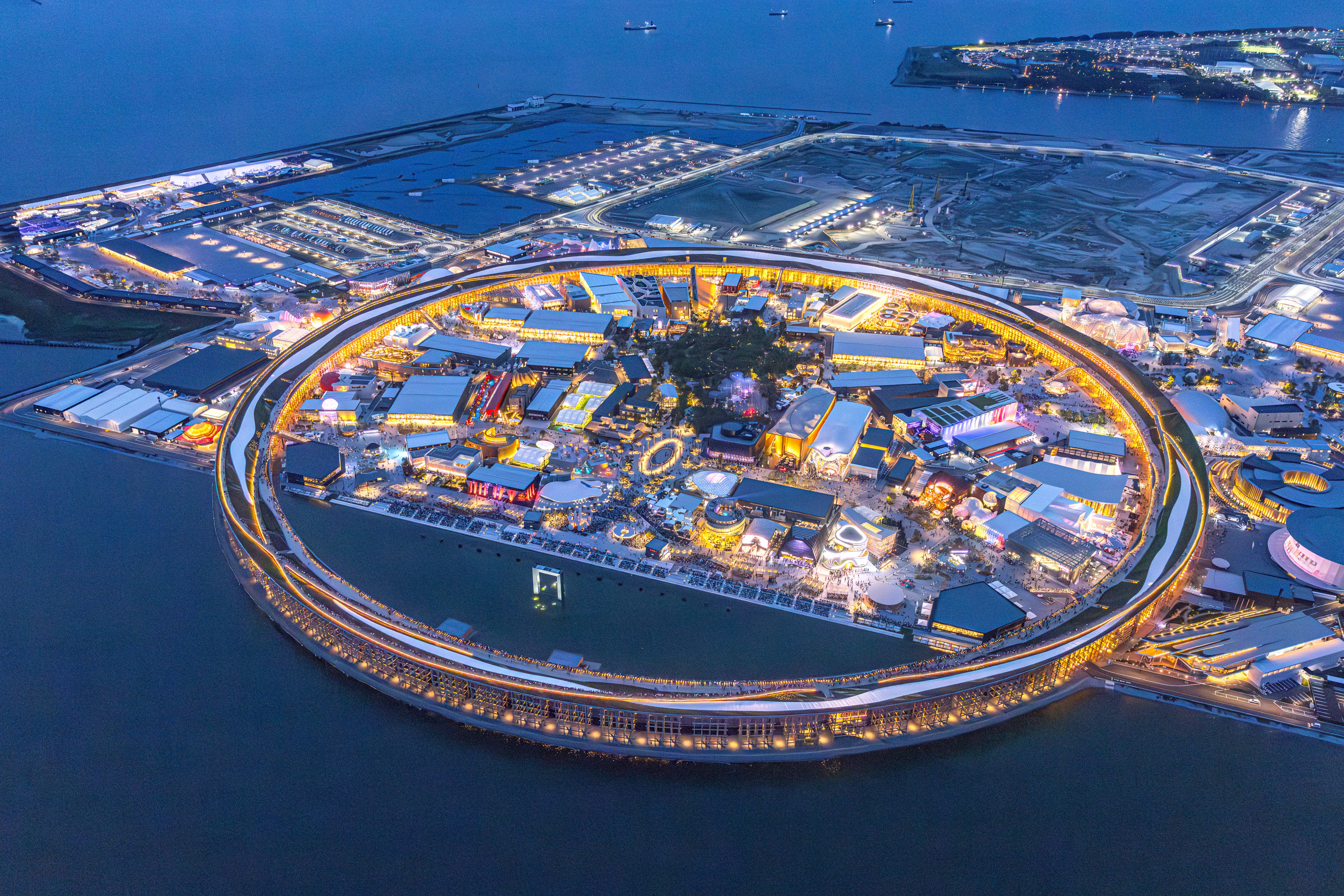
大屋根リング全景（夜景）
ミャクミャクと大屋根リング（西ゲート広場）